# ريفرغارو
ريفرغارو (بالإيطالية: Rivergaro)‏ هي بلدية في مقاطعة بياتشنزا في إقليم إميليا رومانيا الإيطالي.

## السكان
في سنة 1861 بلغ عدد السكان 3٬721 نسمة، وتطور العدد ليصل في سنة 2011 لـ 6٬853 نسمة.
يظهر هذا المخطط البياني تطور النمو السكاني لـ ريفرغارو